# Elektrárna Reading
Elektrárna Reading (hebrejsky: תחנת הכוח רדינג, Tachanat ha-koach Reading) je elektrárna ve městě Tel Aviv v Izraeli.

## Geografie
Leží na severním okraji Tel Avivu, na pobřeží Středozemního moře u ústí řeky Jarkon, v nadmořské výšce okolo 10 metrů. Na východě sousedí se obytnými čtvrtěmi jako Kochav ha-Cafon, na protější straně řeky Jarkon leží Telavivský přístav, dál k jihu pak centrální části Tel Avivu. Severně od elektrárny funguje Letiště Sde Dov.

## Dějiny
Byla uvedena do provozu v roce 1938, kdy se zde rozběhla první parou poháněná turbína s výkonem 12 000 kW. Spolu s hydrocentrálou v Naharajim šlo o největšího producenta elektřiny v tehdejší mandátní Palestině. Během 40. let 20. století výkon elektrárny rostl s tím, jak byla do provozu uvedena další turbína. Po vzniku státu Izrael roku 1948 byl provoz elektrárny v Naharajim ukončen (ležela za hranicí s Jordánskem). Elektrárna Reading tak musela být narychlo rozšiřována. Spustila se zde třetí parní turbína. Elektrárna je pojmenována po britském politikovi Rufusu Isaacsovi, jehož oficiální titul byl markýz z Readingu. Ten projevoval velký zájem o židovské investice v tehdejší Palestině a roku 1926 se stal předsedou Palestine Electric Corporation (předchůdce dnešní Israel Electric Corporation).
V roce 1994 samospráva města Tel Aviv rozhodla pro nevhodnost fungování tohoto podniku v těsné blízkosti centra města o postupném ukončení provozu elektrárny. Postupně ale došlo k přehodnocení těchto plánů. Počátkem 21. století, roku 2006, byla elektrárna převedena z topných olejů na zemní plyn. Zároveň došlo k uzavření některých z jejích bloků. K 31. prosinci 2009 měla výkon 428 MW. Podle vládního plánu z roku 2007 se předpokládal provoz elektrárny do roku 2020, přičemž pokračování v jejím fungování i po tomto datu mělo být podmíněno změnou vládního plánu.